# Zimmer 108
Zimmer 108 (Originaltitel: Beau Séjour) ist eine belgische Fantasy-Krimi-Fernsehserie, von der bisher zwei Staffeln mit je 10 Folgen erschienen sind. Die Erstausstrahlung in niederländischer Sprache erfolgte ab dem 1. Januar 2017 auf dem belgischen Sender Eén. Die deutschsprachige Erstausstrahlung folgte bei arte ab dem 2. März 2017.

## Handlung
Zentrale Figur der Handlung ist Kato Hoeven aus einem Dorf in der Limburger Provinz nahe der Maas, die ihren eigenen Leichnam in Zimmer 108 des Hotels Beau Séjour entdeckt. Die junge Frau muss erkennen, dass sie das Opfer eines Mordes wurde und nun als Geist von den Toten erwacht ist. Sie kann sich weder an ihren Mörder noch an die Umstände ihres Todes erinnern und beginnt, auf eigene Faust zu ermitteln.
Das erweist sich als kompliziert, da Kato für die meisten Lebenden nicht wahrnehmbar ist. Nur eine Handvoll Menschen bilden eine scheinbar willkürliche Ausnahme: Wie sich später herausstellt, handelt es sich um jene Personen, die in Katos Todesnacht unwissentlich den Mord an ihr begünstigt haben und sich darum schuldig fühlen. Im Laufe der Handlung entdeckt Kato manches Geheimnis, das sich hinter den biederen Fassaden ihrer Heimat verbirgt. Am Ende stellt sich Katos psychisch gestörter Stiefvater, Marcus Otten, als Täter heraus, der weitere Morde auf dem Gewissen hat.

## Besetzung und Synchronisation
| Rolle              | Schauspieler       | Synchronsprecher   |
| ------------------ | ------------------ | ------------------ |
| Kato Hoeven        | Lynn Van Royen     | Maximiliane Häcke  |
| Kristel Brouwers   | Inge Paulussen     | Kathrin Zimmermann |
| Marcus Otten       | Jan Hammenecker    |                    |
| Luc Hoeven         | Kris Cuppens       | Bernd Vollbrecht   |
| Alexander Vinken   | Johan Van Assche   | Axel Lutter        |
| Marion Schneider   | Katrin Lohmann     | Claudia Gáldy      |
| Dora Plettinckx    | Mieke De Groote    |                    |
| Bart Blom          | Roel Vanderstukken |                    |
| Charlie Vinken     | Joren Seldeslachts | Simon Derksen      |
| Ines Anthoni       | Joke Emmers        |                    |
| Leon Vinken        | Maarten Nulens     |                    |
| Sofia Otten        | Charlotte Timmers  |                    |
| Cyril Otten        | Guus Bullen        |                    |
| Hild Jacobs        | Tiny Bertels       |                    |
| Renee Brouwers     | Reinhilde Decleir  |                    |
| Melanie Engelenhof | Barbara Sarafian   |                    |
| Jefke              | Dirk Hendrikx      |                    |

## Episodenliste
| Nr. | Deutscher Titel    | Originaltitel      | Erstausstrahlung Belgien | Deutschsprachige Erstausstrahlung (D) |
| --- | ------------------ | ------------------ | ------------------------ | ------------------------------------- |
| 1   | Die Leiche         | Het lijk           | 1. Jan. 2017             | 2. März 2017                          |
| 2   | Fünf               | De vijf            | 8. Jan. 2017             | 2. März 2017                          |
| 3   | Das Medium         | Het medium         | 15. Jan. 2017            | 9. März 2017                          |
| 4   | Die Eröffnung      | De opening         | 22. Jan. 2017            | 9. März 2017                          |
| 5   | Vollmond           | Volle maan         | 29. Jan. 2017            | 16. März 2017                         |
| 6   | Die Hochzeit       | De bruiloft        | 5. Feb. 2017             | 16. März 2017                         |
| 7   | Der Film           | De film            | 12. Feb. 2017            | 23. März 2017                         |
| 8   | Die Maasland-Morde | De Maaslandmoorden | 19. Feb. 2017            | 23. März 2017                         |
| 9   | Das Geständnis     | De bekentenis      | 26. Feb. 2017            | 30. März 2017                         |
| 10  | Die Nacht          | De nacht           | 5. März 2017             | 30. März 2017                         |

## Kritik
Zimmer 108 erhielt wohlwollende Kritiken. Heike Hupertz befindet in der Frankfurter Allgemeinen Zeitung, dass „das Anschauen nicht nur für Liebhaber von Serien wie ‚Weinberg‘ oder ‚Broadchurch‘“ lohne. Zimmer 108 sei eine „realistisch-milieustarke Serie mit übersinnlichem Touch“. Tagesspiegel-Redakteur Jan Freitag bezeichnet die Serie als „fabelhaft“ und „absolut sehenswert“, rügt aber „manche [...] Längen“ und nennt die Ermittlerinnen „eher blass[…]“.
Auch die Frankfurter Rundschau fällt ein positives Urteil: „Wenngleich die Serie […] partiell dem Fantastischen Genre zuzurechnen ist, treten hier authentische, glaubwürdige Figuren in Erscheinung. Die Schauspieler liefern mehr als Routinevorstellungen, sie gehen in ihren Rollen auf.“ Und weiter: „Wer bereit ist, die auch anderweitig schon erprobte Idee, dass ein zwischen Diesseits und Jenseits weilender Mensch seinen Mörder sucht, zu akzeptieren und sich auf die Serie einlässt, begegnet einer hochklassigen Fernseherzählung. Spannung entsteht hier nicht durch aufgeputschte Aktion, sie liegt in der Freude an der Entdeckung, was die einzelnen Protagonisten treibt, welche Geheimnisse sie verbergen, welche Entscheidungen sie treffen werden. Die Konventionen des Krimigenres kommen keineswegs zu kurz, werden aber dramatisch angereichert.“ Einen Schwachpunkt hingegen sieht sie in der Art, „wie sich die Täterin oder der Täter ein Alibi verschafft“.